# Rhinella jimi
Rhinella jimi és una especie de gripau arborí de la família dels bufònids del Brasil. Va ser descrit per Maria Nazaré Stevaus el 2002.
Viu en boscos secundaris, sabana, terres agrícoles i altres zones obertes i hàbitats alterats. Cria en estanys permanents i temporals.

## Distribució
Es troba al cinturó costaner del Brasil, des de la desembocadura de l'Amazones al nord, al sud fins als Estats d'Espirito Santo i Minas Gerais, generalment a l'interior fins a 200 km de la costa fins a un altitud de 800 m.